# Ignaz Schuppanzigh

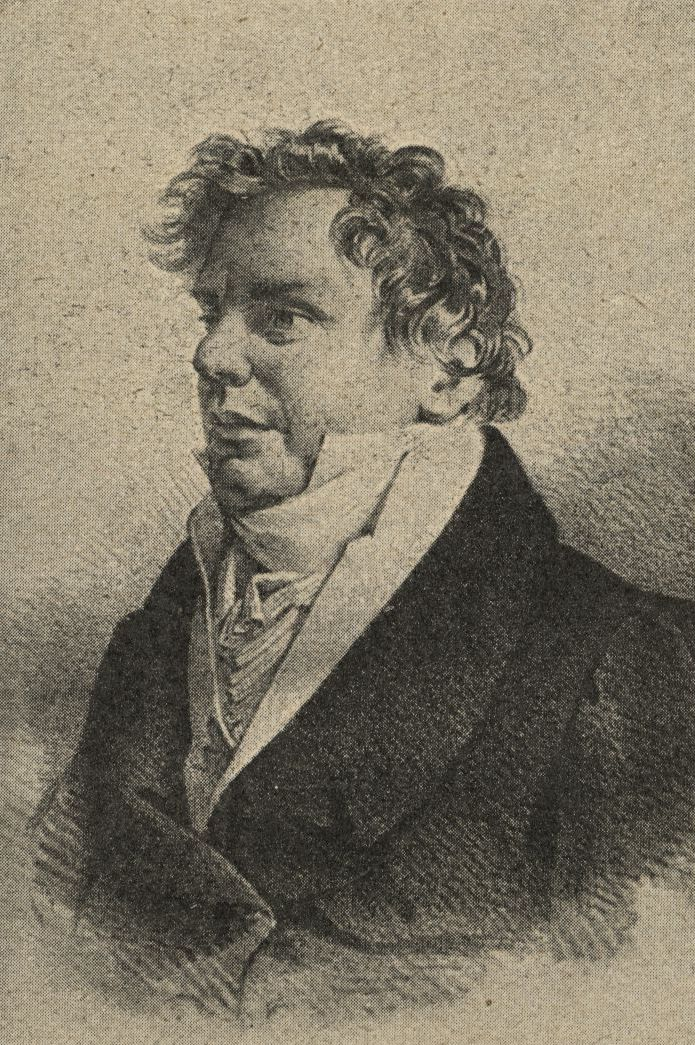
Ignaz Schuppanzigh

Ignaz Anton Schuppanzigh (* 20. Juli 1776 in Wien; † 2. März 1830 ebenda) war ein österreichischer Violinist und Dirigent.

## Leben
Ignaz Schuppanzigh war der Sohn eines Lehrers, der Italienisch am Theresianum unterrichtete. Als Leiter des Streichquartetts des Fürsten Karl Lichnowsky kam er mit Ludwig van Beethoven in Kontakt, den er später im Violinspiel unterrichtete und mit dem er lebenslang befreundet blieb. Auch erwarb er sich große Verdienste bei der Durchsetzung von Beethovens Werken in Wien. 
Ab 1795 leitete Schuppanzigh als Dirigent die berühmten Augartenkonzerte.
1804 gründete er das berühmte Schuppanzigh-Quartett, dem im Laufe der Zeit u. a. Joseph Mayseder, Franz Weiss, Peter Hänsel, Anton Kraft, Emanuel Aloys Förster, ab 1808 der Cellist Joseph Linke und ab 1823 als zweiter Geiger Karl Holz angehörten. Das Ensemble errang bald den Ruf des besten europäischen Streichquartetts und hatte großen Einfluss auf die Komponisten der Zeit. Es wird als das erste professionelle Streichquartett betrachtet. 1808 bis 1816 stand es im Dienst des Fürsten Andreas Rasumofsky. Viele Quartette Beethovens, vor allem die technisch schwierigen letzten, wurden von Schuppanzigh und seinem Quartett uraufgeführt. 
Franz Schubert widmete Schuppanzigh das Streichquartett Nr. 13 „Rosamunde“ in a-Moll op. 29.

## Familie
Ignaz Schuppanzigh heiratete am 7. Mai 1807 Barbara, geb. Killitschky (* 3. Juni 1781), die Schwester der späteren Hofopern-Sängerin Josephine Schulze-Killitschky.